# 埃蒂马代
埃蒂马代（Ettimadai），是印度泰米尔纳德邦Coimbatore县的一个城镇。总人口7887（2001年）。

## 人口
该地2001年总人口7887人，其中男性4010人，女性3877人；0—6岁人口1008人，其中男489人，女519人；识字率55.86%，其中男性为64.99%，女性为46.43%。